# Atlas, Rise!
"Atlas, Rise!" é uma canção da banda americana de heavy metal Metallica. Foi lançado como o terceiro single de seu décimo álbum de estúdio, Hardwired... to Self-Destruct (2016), em 31 de outubro de 2016. A canção recebeu uma indicação de "Melhor Canção de Rock" no Grammy Awards de 2018.

## Promoção
"Atlas, Rise!" foi lançado em 31 de outubro de 2016 e recebeu uma promoção com tema de Halloween. O lançamento do single foi promovido com uma edição limitada da Hardwired Halloween mask em lojas de discos participantes que continham um código de download especial para poder acessar a faixa 30 minutos antes de seu lançamento oficial. A canção foi realizada ao vivo pela primeira vez em Bogotá, na Colômbia, em 1º de novembro de 2016.

## Equipe e colaboradores
- James Hetfield - vocais, guitarra rítmica
- Kirk Hammett - guitarra
- Robert Trujillo - baixo
- Lars Ulrich - bateria

## Desempenho nas tabelas musicais
| Tabelas musicais (2016)                                 | Melhor posição |
| ------------------------------------------------------- | -------------- |
| Alemanha (Offizielle Deutsche Charts)                   | 100            |
| Bélgica (Ultratip Bubbling Under de Flandres)           | 40             |
| República Checa (Singles Digitál Top 100)               | 93             |
| Escócia (Scottish Singles Chart)                        | 99             |
| Estados Unidos (Billboard Hot Rock & Alternative Songs) | 15             |
| Estados Unidos (Billboard Mainstream Rock)              | 1              |
| Estados Unidos (Billboard Rock Airplay)                 | 12             |
| Hungria (Single Top 40)                                 | 29             |
| Suécia (Sverigetopplistan)                              | 87             |